# Yes Featuring Jon Anderson, Trevor Rabin, Rick Wakeman
Gli Yes Featuring Jon Anderson, Trevor Rabin, Rick Wakeman, meglio noti come Anderson, Rabin and Wakeman, sono stati un gruppo musicale britannico costituito da ex membri della celebre band degli Yes.

## Formazione
- Jon Anderson – voce
- Rick Wakeman – tastiere
- Trevor Rabin – chitarre elettriche e acustiche, cori

### Altri musicisti
- Lee Pomeroy – basso, cori
- Lou Molino III – batteria, percussioni, cori
- Iain Hornal – basso

## Discografia

### Album dal vivo
- 2018 - Live at the Apollo